# Babski oddział
Babski oddział (ang. The Division, 2001–2004) – amerykański serial kryminalny stworzony przez Deborah Joy LeVine. Wyprodukowany przez Kedzie Productions.
Światowa premiera serialu miała miejsce 7 stycznia 2001 roku na antenie Lifetime. Ostatni odcinek serialu został wyemitowany 28 czerwca 2004 roku. W Polsce serial nadawany był na kanale Hallmark Channel.

## Opis fabuły
Serial opowiada o zawodowych i osobistych perypetiach pięciu policjantek z San Francisco.

## Obsada
- Bonnie Bedelia jako kapitan Kaitlyn „Kate” McCafferty
- Nancy McKeon jako inspektor Jinny Exstead
- Lisa Vidal jako inspektor Magdalena „Magda” Ramirez
- Amy Jo Johnson jako Stacy Reynolds (2003–2004)
- Taraji P. Henson jako inspektor Raina Washington (2002–2004)
- Jon Hamm jako inspektor Nate Basso (2002–2004)
- Tracey Needham jako inspektor Candace „C. D.” DeLorenzo (2001–2004)
- Jose Yenque jako Gabriel „Gabe” Herrera (2001–2003)
- Lela Rochon jako inspektor Angela Reid (2001)
- David Gianopoulos jako inspektor Peter Torianno (2001)